# Bisdom Maagdenburg
Het bisdom Maagdenburg (Duits: Bistum Magdeburg; Latijn: Dioecesis Magdeburgensis) is een rooms-katholiek bisdom wat ligt in het noordoosten van Duitsland, in de kerkprovincie Paderborn.

## Geschiedenis
Op 23 juli 1973 werd de apostolische prefectuur Maagdenburg opgericht uit gebieden van het aartsbisdom Paderborn. Op 27 juni 1994 werd het tot bisdom verheven.

## Lijst van bisschoppen van Maagdenburg

### Apostolisch administrator
- 23-07-1973 - 12-02-1990: Hans-Georg Braun
- 12-02-1990 - 27-06-1994: Leopold Nowak

### Bisschop
- 24-06-1994 - 17-03-2004: Leopold Nowak
- 23-02-2005 - Heden: Gerhard Feige